# Andrzej Chmielarz
Andrzej Marian Chmielarz (ur. 21 listopada 1950 w Koniecpolu) – polski historyk, badacz struktur Polskiego Państwa Podziemnego, doktor historii.

## Życiorys
W 1969 rozpoczął studia historyczne na Wydziale Historycznym Uniwersytetu Warszawskiego (pracę magisterską obronił w 1977). Od 1980 pracował w Wojskowym Instytucie Historycznym. W listopadzie 1989 został członkiem nowo utworzonego społecznego Niezależnego Komitetu Historycznego Badania Zbrodni Katyńskiej. Był zatrudniony w Fundacji „Polsko-Niemieckie Pojednanie”, do 2006 był tam członkiem zarządu (w tym od 2003 jego wiceprzewodniczącym). W ramach pracy w fundacji prowadził badania historyczne. Następnie pracował w Wojskowym Biurze Badań Historycznych Wojskowego Centrum Edukacji Obywatelskiej.
W 2009 został odznaczony Krzyżem Kawalerskim Orderu Odrodzenia Polski "za wybitne zasługi w dokumentowaniu i upamiętnianiu prawdy o najnowszej historii Polski, w szczególności dziejów Polskiego Państwa Podziemnego". Jako członek zespołu autorów leksykonu Warszawa walczy 1939-1945 jest laureatem konkursu Varsaviana im. Hanny Szwankowskiej (2014/2015). Zredagowany przez niego, Katarzynę Utracką, Rafała Brodackiego i Grzegorza Jasińskiego tom Rozkazy dowództwa Powstania Warszawskiego, część 1: 10 czerwca – 2 września 1944 r., część 2: 3 września – 4 października 1944 r. otrzymał w 2023 wyróżnienie w konkursie Muzealna Książka Roku.
Opublikował m.in.:
- Spiska 14. Aresztowanie generała "Grota"-Stefana Roweckiego (1983 - z Andrzejem Kunertem)
- Sprawa 16-tu. Protokoły przesłuchań gen. Leopolda Okulickiego "Niedźwiadka" i współoskarżonych (1993 - z Andrzejem Kunertem), wyd. drugie jako Proces szesnastu. Dokumenty NKWD (1995)
- Armia Krajowa na Nowogródczyźnie i Wileńszczyźnie (1941-1945) (1997 - z Zygmuntem Boradynem i Henrykiem Piskunowiczem)
- Śladami marszałka Józefa Piłsudskiego. Przewodnik historyczny (tom 1 - 2017, tom 2 -2018 - z Witoldem Rawskim).

Jest także członkiem zespołu redakcyjnego tomów Rozkazy dowództwa Powstania Warszawskiego, część 1: 10 czerwca – 2 września 1944 r., część 2: 3 września – 4 października 1944 r. i Komendantura Wehrmachtu Warszawa i Grupa Korpuśna von dem Bach. Część 1: 8 marca – 7 sierpnia 1944 r.